# Tetracarpaea
Tetracarpaea, monotipski biljni rod, jedini u porodici Tetracarpaeaceae, red kamenikolike (Saxifragales), čija vrsta T. tasmanica raste jedino na otoku Tasmanija u Ausatraliji. To je maleni uspravni zimzeleni grm koji naraste od 30 do 100 cm. visine, nazubljenih debelih listova i malenih cvjetova s četiri bijele latice na krajevima cvjetne stabljike.
Njezin lokalni naziv je Delicate Laurel.